# Konacık
Konacık ist eine Gemeinde im Landkreis Bodrum der türkischen Provinz Muğla.

## Geschichte
Nördlich des heutigen Ortszentrums befand sich die lelegische Siedlung Pedasa, von der heute noch Ruinen zu sehen sind.

## Lage
Konacık ist ein Ort, der im Norden von Göltürkbükü, im Westen von der Stadt Bodrum, im Süden von Gümbet und Bitez und im Osten von Ortakent begrenzt wird. Die Gemeinde liegt an der Hauptstraße, die Milas mit Turgutreis verbindet. Das Stadtzentrum von Bodrum ist 5 Kilometer entfernt.
Die Gemeinde hat keinen Meerzugang.

## Bildung
Im Ort gibt es eine Grundschule.